# 1937 en photographie
| Années de la photographie : 1934 - 1935 - 1936 - 1937 - 1938 - 1939 - 1940    |
| Décennies de la photographie : 1900 - 1910 - 1920 - 1930 - 1940 - 1950 - 1960 |

Cet article présente les faits marquants de l'année 1937 en photographie.

## Événements
- Le scientifique américain Edwin H. Land fonde la firme Polaroid Corporation afin d'exploiter son invention, le Polaroid, une feuille de matière synthétique employée pour polariser la lumière. Outre ses très nombreux débouchés dans le domaine de l'optique, l'invention va permettre un procédé de photographie à développement instantané développé à partir de 1948[1].
- Le 30 janvier, Roy Stryker, à la tête de la Farm Security Administration (FSA), envoie Walker Evans en Arkansas et dans le Tennessee, régions sinistrées à la suite d'importantes inondations. Cette commande est le dernier travail du photographe pour la FSA. Il est remercié le 23 mars.
- L'agence de presse Meurisse, agence de reportage photographique fondée à Paris en 1909 par Louis Meurisse fusionne avec les agences Rol (fondée en 1904) et Mondial Photo-Presse (fondée en 1931) pour résister à la concurrence internationale. La nouvelle agence prend le nom d'agence SAFRA puis SAFARA (Service des Agences Françaises d’Actualité et de Reportage Associées). Cette dernière passera, en 1945, sous le contrôle des sociétés Monde et Caméra puis Sciences-Film, qui vendra l'ensemble de ses collections à la Bibliothèque nationale en 1961[2].
- Création de PaJaMa, collectif des photographes américains composé de Paul Cadmus, Jared French et Margaret French, actif jusqu'en 1945.
- Les photographes japonais Terushichi Hirai, Yoshio Tarui, Kōrō Honjō et Gingo Hanawa fondent le groupe « Image Avant-Garde » (アヴァンギャルド造影集団, Avant-Garde Zoei Shūdan?).
- Création du magazine américain Popular Photography Magazine par le groupe de presse Ziff Davis.
- Création du magazine bimensuel américain Look, qui publie de nombreux photo-reportages d'investigation à caractère sensationnel.
- La Fondation John-Simon-Guggenheim, créée aux États-Unis en 1925, attribue pour la première fois sa bourse, qui distingue des artistes, scientifiques ou universitaires « ayant démontré une capacité exceptionnelle dans la recherche académique ou un talent créatif exceptionnel dans les arts » à un photographe : Edward Weston.
- François Tuefferd ouvre à Paris au 46 rue du Bac la galerie Le Chasseur d’images, première galerie parisienne à être consacrée à la photographie ; il y organise des expositions jusqu'en 1939[3].
- Le photographe allemand Erwin Blumenfeld, installé à Paris depuis 1936, ouvre un studio photographique au 9, rue Delambre[4].
- Grete Stern et son mari Horacio Coppola ouvrent à Buenos Aires en Argentine un studio de photographie et de publicité.
- Willy Ronis achète son premier Rolleiflex avec lequel il effectue un reportage qui est publié dans le magazine Plaisir de France[5].
- MIOM, filiale de la Compagnie générale d'électricité, qui produit de l'appareillage électrique, crée un département photographique qui fabrique des appareils photographiques en bakélite, dont le Photax[6].

## Photographies notables

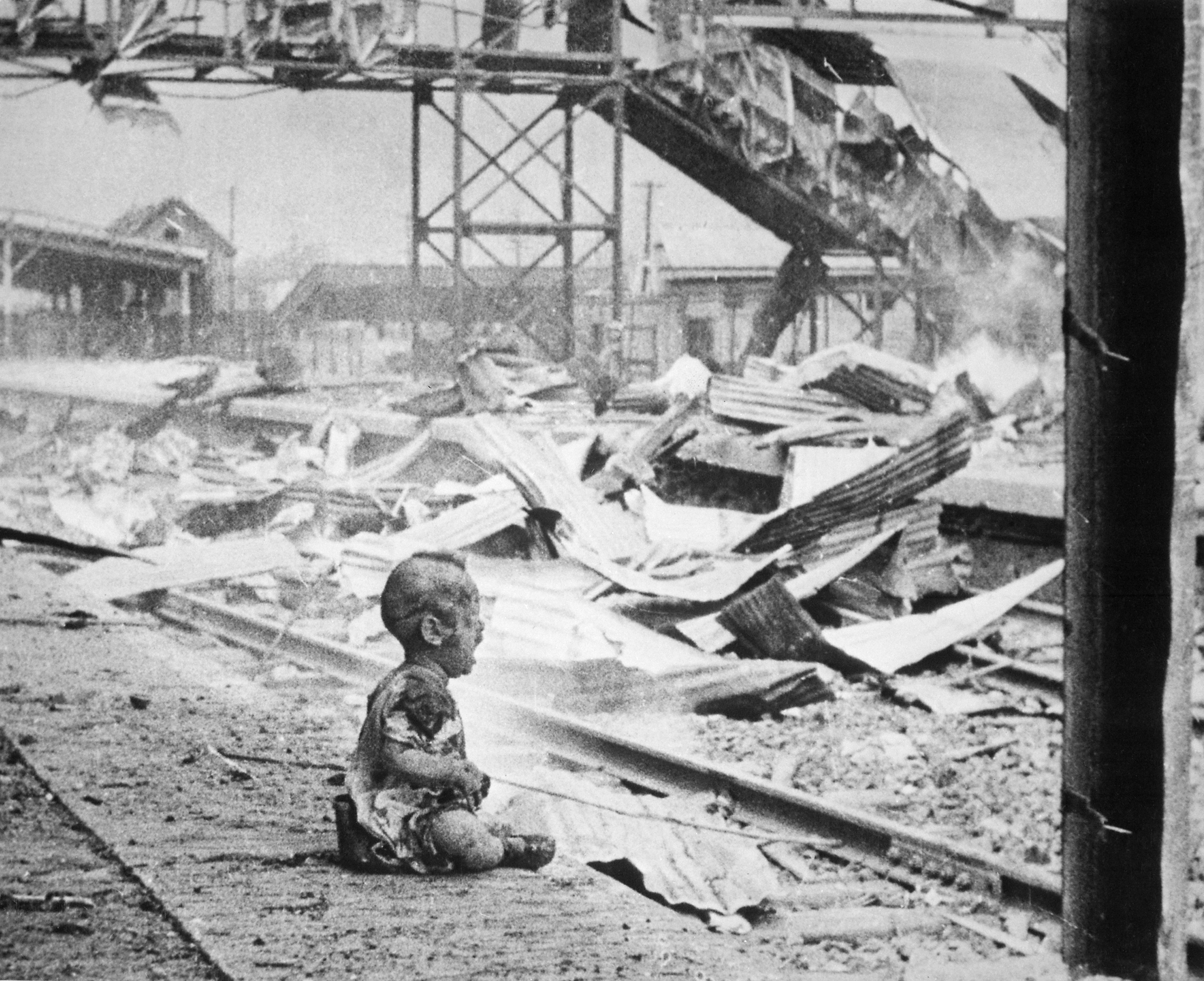
H. S. Wong, Samedi sanglant.

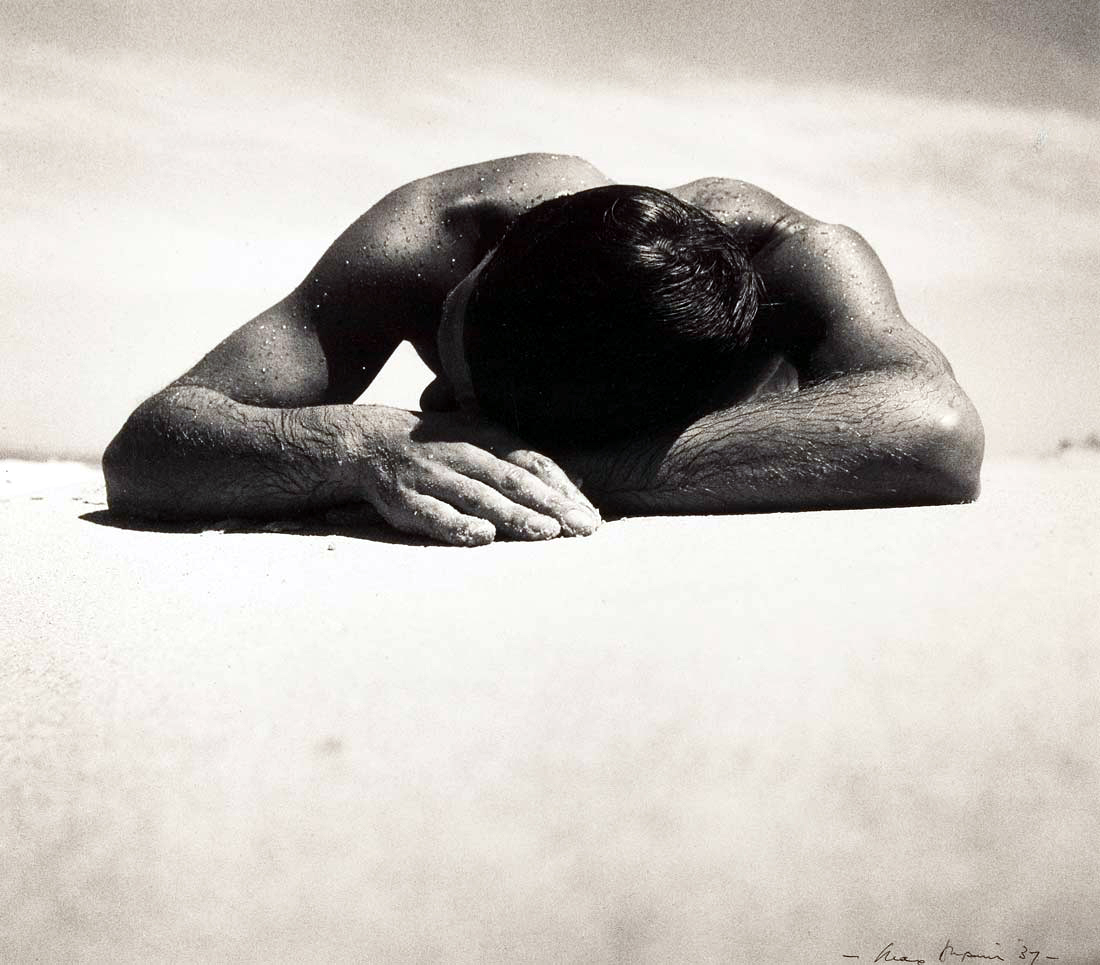
Max Dupain, Sunbaker.

- mai : le quotidien communiste français Ce soir dirigé par Louis Aragon envoie Henri Cartier-Bresson à Londres pour réaliser un reportage sur le couronnement de George VI ; Cartier-Bresson prend une série de clichés des gens regardant le cortège, sans montrer celui-ci[7] ; les photographies publiées dans Ce soir ont un grand succès et sont reprises dans le magazine communiste Regards.
- mai-juin : Dora Maar photographie les étapes de la création de Guernica, tableau que Pablo Picasso peint dans son atelier à Paris ; Picasso utilise ces photographies dans son processus de création[8].
- août : H. S. Wong (en), Samedi sanglant (chinois simplifié : 血腥的星期六 ; pinyin : Xuèxīng de xīngqíliù), photographie de la bataille de Shanghai montrant un bébé chinois pleurant au milieu des ruines d'une gare de Shanghai, après une attaque aérienne japonaise.
- 23 septembre : le magazine français Vu publie la photographie de Robert Capa, Mort d'un soldat républicain[9].
- Max Dupain, Sunbaker.
- Vers 1937 : Ansel Adams, Fin de tempête hivernale, Parc national de Yosemite (en)[10].

## Livres de photographies
- Laure Albin Guillot, Le Louvre la nuit, 60 photographies, textes de Henri Verne et Jean Vergnet-Ruiz, Grenoble, Éditions Arthaud, 1937, 115 p. : étude sur l'expérience d’ouverture en nocturne des salles d’antiquités du Musée, qui amena une réflexion sur l’éclairage des œuvres et les différents publics du Louvre.
- Man Ray (préf. André Breton, "Convulsionnaires"), La Photographie n'est pas l'art : 12 photographies, Paris, éditions GLM.
- Le nu en photographie, photographies de Laure Albin Guillot, Pierre Boucher, Man Ray et Roger Schall, Paris, Éditions Mana (coll. « Collection Marcel Natkin », no  2, 1937, 24 p. de texte et XXXII photographies.

## Études, essais, articles
- « Les souvenirs anecdotiques de Paul Nadar le photographe des rois », Le Matin, 8 mars 1937.

## Expositions
- 17 mars - 18 avril : Photography, 1839-1937, Musée d'art moderne de New York, exposition organisée par Beaumont Newhall ; c'est la première fois qu'un musée d'art consacre une exposition d'une telle envergure à l'histoire de la photographie[11],[12].

## Naissances

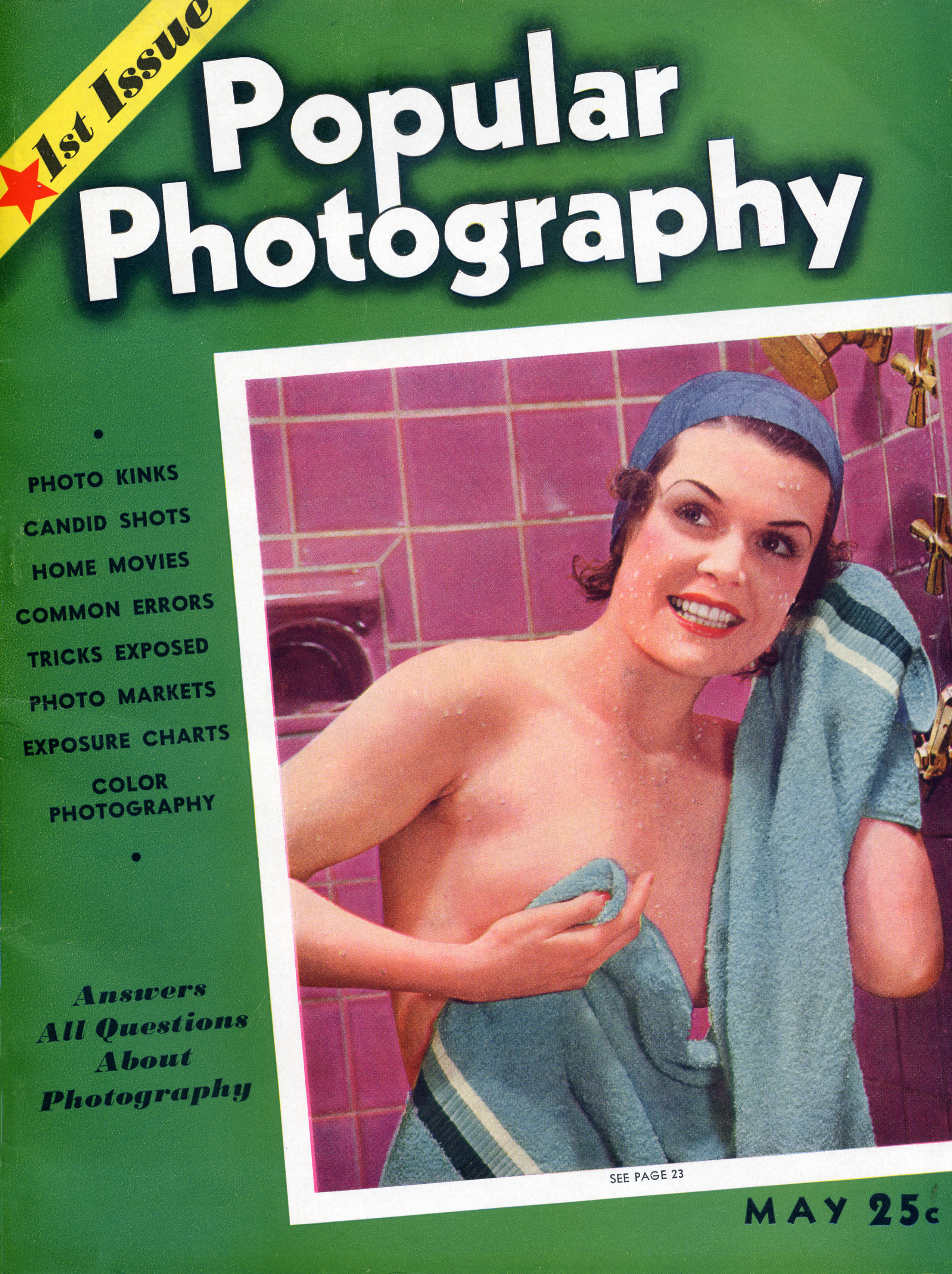
Couverture du premier numéro de Popular Photography Magazine en mai 1937.

- 21 janvier : Sally Soames, photographe britannique connue pour ses portraits en noir et blanc de personnalités, morte le 5 octobre 2019.
- 19 février : Pavel Nešleha, peintre, dessinateur, graveur et photographe tchèque, mort le 13 septembre 2003.
- 3 mars : Floris Neusüss, photographe allemand, mort le 1er avril 2020.
- 12 mars : Claude Dityvon, photographe français, lauréat en 1972 du Prix Niépce, mort le 3 juin 2008.
- 19 mars : Sanne Sannes, photographe néerlandais, mort le 23 mars 1967.
- 27 mars : Alain Noguès, photojournaliste français.
- 2 mai : Shunji Ōkura, photographe japonais, lauréat en 1987 du Prix de la Société de photographie du Japon, mort le 6 février 2015.
- 8 mai : Robert Adams, photographe américain.
- 10 mai : Vasco Ascolini, photographe italien.
- 25 juin : Baron Wolman (en), photographe américain, mort le 2 novembre 2020.
- 6 juillet : János Kender, photographe hongrois, actif à Paris et aux États-Unis, mort le 5 décembre 2009.
- 12 juillet : Xavier Miserachs, photographe catalan, mort le 14 août 1998.
- 13 juillet : Marianne Wex, artiste, écrivaine, militante féministe et photographe allemande, morte le 13 octobre 2020.
- 26 juillet : Hubert Lacoudre, photographe français, mort le mars 2016.
- 25 septembre : Freeman Patterson, photographe canadien.
- 30 septembre : William Albert Allard, photojournaliste américain, pionnier de la photographie en couleurs ayant fait toute sa carrière au National Geographic, membre de Magnum Photos.
- 11 novembre : Jun Morinaga, photographe japonais, mort le 5 avril 2018.
- 21 novembre : Denis Roche, écrivain, poète et photographe français, mort le 2 septembre 2015.
- 26 novembre : Noriaki Yokosuka, photographe japonais, lauréat du prix Ina-Nobuo en 1989, mort le 14 janvier 2003.
- 4 décembre : David Bailie, acteur britannique de théâtre, télévision et cinéma, également photographe professionnel spécialisé dans le portrait et les paysages, mort le 6 mars 2021.
- 16 décembre : Edward Ruscha, peintre, imprimeur et photographe américain.
- 29 décembre : Sayeeda Khanam, photographe et photojournaliste bangladaise, connue pour ses photographies de la guerre de libération du Bangladesh en 1971, morte le 18 août 2020.
- Date inconnue ou non renseignée :
  - Hervé Gloaguen, photographe français.
  - Takuya Tsukahara, photographe japonais.
  - Georges Fessy, photographe français, spécialisé dans la photographie d'architecture.
  - Clive Limpkin, photojournaliste britannique, mort le 13 mai 2020.

## Décès
- 1er janvier : José Gil Gil, photographe et réalisateur espagnol, né le 3 avril 1870.
- 9 janvier : Johannes Anthonius Moesman, lithographe, illustrateur, aquarelliste et photographe néerlandais, né le 25 décembre 1859.
- 16 janvier : Gaston Bouzanquet, photographe français, né le 24 avril 1866.
- 20 février : Gustave Popelin, artiste peintre et photographe français, né le 30 juillet 1859.
- 16 mars : Léopold-Émile Reutlinger, photographe français, né le 17 mars 1863.
- 20 avril : Gaston Chérau, écrivain, journaliste et photographe français, né le 6 novembre 1872.
- 27 mai :  Frederic Eugene Ives, inventeur et photographe américain, né le 17 février 1856.
- 30 mai : Edoardo Gioja, peintre et photographe italien, né le 27 septembre 1862.
- 17 juillet : Harriet Chalmers Adams, exploratrice et photographe américaine, née le 22 octobre 1875.
- 26 juillet (tuée pendant la guerre d'Espagne) : Gerda Taro, photojournaliste allemande, née le 1er août 1910.
- 19 août : Eduard Valenta, chimiste autrichien spécialiste de photographie, né le 5 août 1857.
- 13 octobre : Kazimierz Nowak, écrivain, journaliste, voyageur, explorateur et photographe polonais, né le 11 janvier 1897.
- 22 novembre : Augusta Curiel, photographe surinamaise, née le 14 décembre 1873.
- octobre : Josep Badosa, photographe photojournaliste espagnol, né en 1893.

## Célébrations
Centenaire de naissance
- Ludwig Angerer
- Georges Balagny
- Lydie Bonfils
- Virginia de Castiglione
- Eugène Cuvelier
- Louis De Clercq
- Mathieu Deroche
- Charles Desavary
- Henry Draper
- Louis Ducos du Hauron
- Jakub Husník
- Andreï Kareline
- Amalia López Cabrera
- Tomishige Rihei
- Émile Schweitzer
- John Thomson
- Louis-Prudent Vallée